# Pararge valentinae
Pararge valentinae är en fjärilsart som beskrevs av Miller 1923. Pararge valentinae ingår i släktet Pararge och familjen praktfjärilar. Inga underarter finns listade i Catalogue of Life.